# Apteryx australis
El kiwi común (Apteryx australis), también conocido como tokoeka, es una especie de ave estrutioniforme de la familia Apterygidae. Su distribución geográfica es Nueva Zelanda.
Esta ave del tamaño de una gallina, que se reconoce fácilmente por su pico largo y delgado, pone el huevo más grande en relación con su tamaño. Mide 55 cm.

## Subespecies
- El kiwi marrón de la Isla Sur, Apterix australis australis, (Shaw, 1813) es una subespecie del Kiwi marrón del sudeste de la Isla Sur.
- El kiwi marrón de la Isla Stewart, Apterix australis lawryi, Rothschild, 1893 es una subespecie del Kiwi marrón que se distribuye en la Isla Stewart y al sur de la Isla Sur. La distribución geográfica de esta especie se encuentra marcada en color azul, en la Isla Sur y la Isla Stewart.

Hay quienes clasifican dentro de esta especie a Apteryx mantelli, como una subespecie de Apteryx australis, denominándola Apteryx australis mantelli.